# Duibian
Duibian (chinesisch 碓边) ist eine Lokalität im Norden von Jiangshan im Westen der chinesischen Provinz Zhejiang.

## Duibian-Profil B
Auf dem Gebiet von Duibian (am Dadou Shan 大豆山 „Sojabohnenhügel“) im Norden von Jiangshan befindet sich das Duibian-Profil B (Duibian B Section), das GSSP-Referenzprofil für das Jiangshanium, in der Erdgeschichte die mittlere chronostratigraphische Stufe der Furongium-Serie des Kambriums.
Duibian gilt auch als aussichtsreichster Kandidat für die auf das Jiangshanium folgende bislang unbenannte 10. Stufe des Kambriums.
Duibian ist ein für seine Trilobiten-Funde bekanntes Areal, um dessen Erforschung sich der chinesische Wissenschaftler Peng Shanchi verdient gemacht hat.